# Mammillaria heidiae
Mammillaria heidiae (укр. Мамілярія Гайді) — сукулентна рослина з родумамілярія (Mammillaria) родини кактусових (Cactaceae).

## Етимологія
Видова назва дана на честь Гайді Креєнбюль (нім. Heidi Krähenbühl), дружини швейцарського любителя кактусів, збирача і колекціонера, експерта по маміляріям Фелікса Креєнбюля (нім. Felix Krähenbühl). Подружжя Гайді і Фелікса Креєнбюлів відкрило цю рослину під час експедиції до Мексики в січні 1974 — березні 1975 року у штаті Пуебла на північ від Акатлана біля Ель-Папайо на висоті 1 600 м над рівнем моря. Їх співвітчизник Ганс Крайнц, що вперше описав цей вид у 1975 році, назвав його на честь фрау Гайді Креєнбюль, що насправді й знайшла його.

## Морфологічний опис
Рослини одиночні або формують групи.
| Орган              | Опис |
| Коріння            | волокнисте. |
| Стебло             | кулясте, до 3 см заввишки, в діаметрі 5,5 см.                                                                  |
| Епідерміс          | |
| Маміли             | циліндричні, без молочного соку.                                                                               |
| Ареоли             | |
| Аксили             | від однієї до п'яти, білі, з тонкими щетинками, до 10 мм завдовжки.                                            |
| Центральні колючки | 0-2, з гачком або прямі, червонувато-коричневі, основа жовта, деякою мірою м'які (гнучкі), до 12 мм завдовжки. |
| Радіальні колючки  | 16-24, прямі, щетиноподібні, гнучкі, тонкі, склоподібно-білі, до 11 мм завдовжки.                              |
| Квіти              | жовтувато-зелені, до 30 мм завдовжки і в діаметрі.                                                             |
| Бутони             | |
| Зовнішні пелюстки  | |
| Внутрішні пелюстки | |
| Тичинки            | |
| Маточка            | |
| Плоди              | зелені, пізніше стають коричневими.                                                                            |
| Насіння            | чорне. |

## Ареал
Mammillaria heidiae є ендемічною рослиною Мексики. Ареал зростання розташований у штаті Пуебла на північ від Акатлана.

## Систематика
Йонас Люті у 1987 звів цей вид до варитету Mammillaria zephyranthoides (Mammillaria zephyranthoides var. heidiae Lüthy), але пізніше і він сам і Девід Хант визнали його як надійний вид, не заперечуючи, що два таксона Mammillaria heidiae і Mammillaria zephyranthoides близькоспоріднені.

## Охоронні заходи
Охороняється Конвенцією про міжнародну торгівлю видами дикої фауни і флори, що перебувають під загрозою зникнення (CITES).

## Утримання в культурі
Як і Mammillaria zephyranthoides, цей вид не простий в культурі. Він легко гине від мільдью, якщо тримати коріння вологими, і, як і згаданий вид, зростає майже на рівні ґрунту і часто втягується під землю товстим стрижневим коренем.
При пересадці варто бути обережним, щоб не покодити коріння. Посуд для посадки треба підібрати досить глибокий. Для ґрунтової суміші рекомендовано високий вміст (до 50 %) крупного піску або щебеню.
Рослина в культурі досягає близько 10 см в діаметрі.